# The Hockey News
«The Hockey News» («Гокі Ньюз») — щотижневий північноамериканський журнал про хокей із шайбою, що видається компанією Transcontinental. 
Журнал було створено 1947 року Кеном Маккензі та Біллом Коте і з тих пір щотижневик є одним із найвідоміших хокейних видань у Північній Америці. Аудиторія читачів становить 225 000 чоловік, в той час як вебсайт журналу налічує два мільйони читачів.